# Islam El Shehaby
Islam El Shehaby, né le 1er août 1982 au Caire, est un judoka égyptien.
Lors des Jeux olympiques de 2016 dans la catégorie des plus de 100 kg, il est battu par ippon dès le premier tour par l'Israëlien Or Sasson (futur médaillé de bronze). Sa défaite est suivie d'une polémique sur fond politique à la suite de son refus de serrer la main tendue par Or Sasson. Le comité olympique égyptien s'est désolidarisé de l'attitude de son judoka et le CIO a sanctionné le sportif en le renvoyant des Jeux.

## Résultats
Il a participé aux Jeux olympiques d'été de 2004, 2008, 2012 et 2016.
Il est médaillé de bronze en plus de 100 kg aux Championnats du monde de judo 2010 à Tokyo, aux Jeux méditerranéens de 2005 à Almería, aux Jeux méditerranéens de 2009 à Pescara et aux Jeux de la Francophonie 2005 à Niamey.
C'est au niveau continental qu'il rencontre le plus de succès :
- aux Championnats d'Afrique de judo 2001 à Tripoli, il est médaillé d'argent en plus de 100 kg et médaillé de bronze toutes catégories
- aux Championnats d'Afrique de judo 2002 au Caire, il est médaillé d'or en plus de 100 kg
- aux Championnats d'Afrique de judo 2004 à Tunis, il est médaillé de bronze en plus de 100 kg et médaillé d'or toutes catégories
- aux Championnats d'Afrique de judo 2005 à Port Elizabeth, il est médaillé d'argent en plus de 100 kg et médaillé d'argent toutes catégories
- aux Championnats d'Afrique de judo 2006 à Maurice, il est médaillé d'argent en plus de 100 kg
- aux Championnats d'Afrique de judo 2008 à Agadir, il est médaillé d'argent en plus de 100 kg et médaillé d'or toutes catégories
- aux Championnats d'Afrique de judo 2009 à Maurice, il est médaillé d'or en plus de 100 kg  et médaillé d'or toutes catégories
- aux Championnats d'Afrique de judo 2010 à Yaoundé, il est médaillé d'or en plus de 100 kg et médaillé d'argent toutes catégories
- aux Championnats d'Afrique de judo 2011 à Dakar, il est médaillé d'or en plus de 100 kg  et médaillé d'or toutes catégories
- aux Jeux africains de 2011 à Maputo, il est médaillé d'argent en plus de 100 kg
- aux Championnats d'Afrique de judo 2012 à Agadir, il est médaillé d'argent en plus de 100 kg
- aux Championnats d'Afrique de judo 2013 à Maputo, il est médaillé de bronze en plus de 100 kg et médaillé d'or toutes catégories
- aux Championnats d'Afrique de judo 2014 à Port-Louis, il est médaillé d'argent en plus de 100 kg
- aux Championnats d'Afrique de judo 2015 à Libreville, il est médaillé d'argent en plus de 100 kg.